# مايا (نجم)

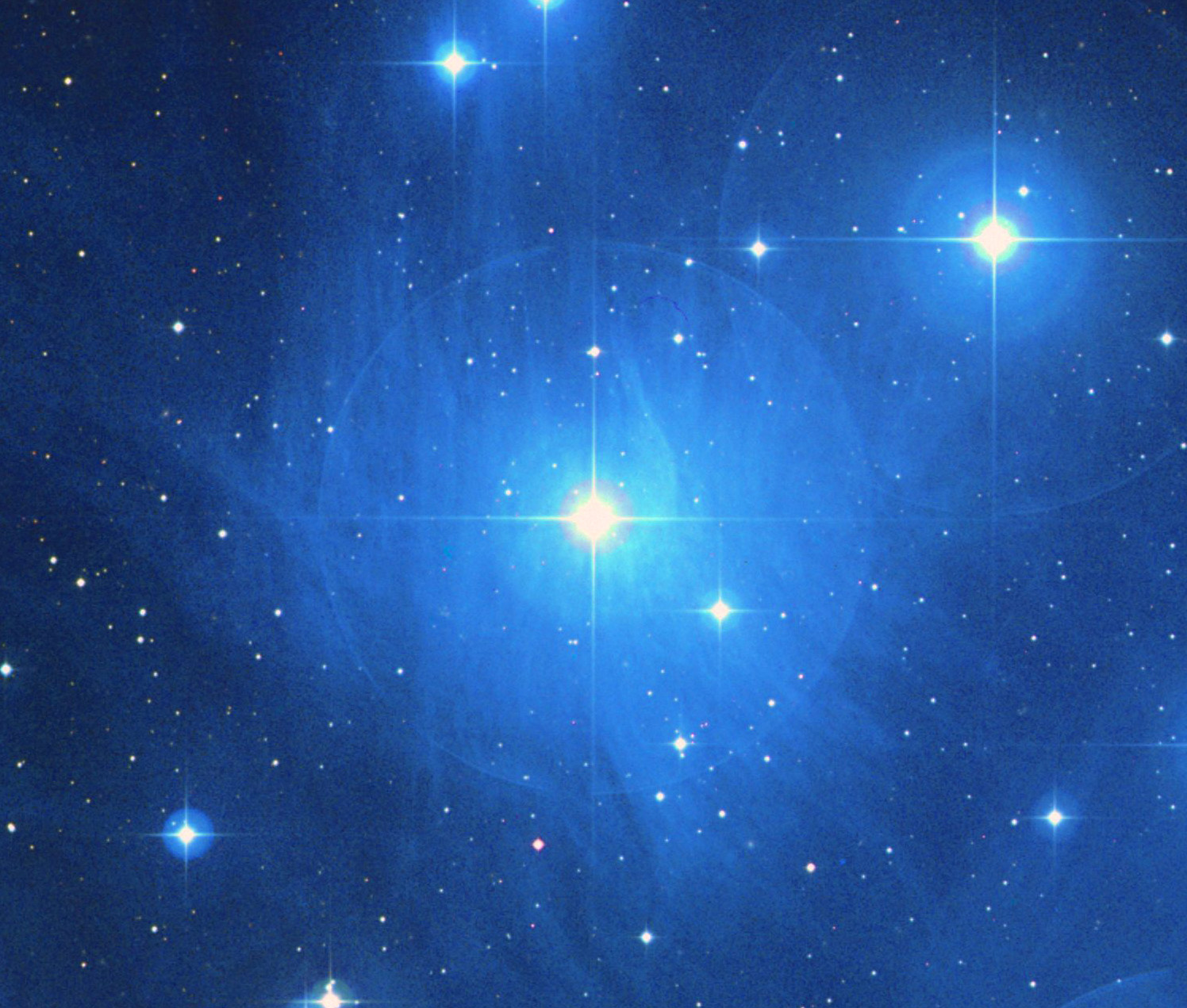
نجم مايا، ويظهر خلفه بعض الغبار من السديم الانعكاسي الذي يعكس ضوءه.

مايا (بالإنكليزية: Maia) ويُشار إليه أيضاً بـ«الثور 20» كتسمية دلالية (ولا يوجد له اسم عربي)، هو رابع ألمع نجم في عنقود الثريا النجمي والذي يقع في كوكبة الثور، وهو أيضاً النجم الخامس عشر من حيث اللمعان في كوكبة الثور. يبلغ القدر الظاهري لمايا +3.9 تقريباً وقدره المطلق -1.35، أما حرارته السطحية فهي 12,600 كلفن وضياؤه 700 ضياء شمسي، ويبعد عن الأرض 360 سنة ضوئية. مايا هي إحدى الشقيقات السبع حسب الميثولوجيا الإغريقية، ووالداها هما أطلس وبلييُوني. مايا هو نجم من نوع "B"، ومع ذلك فسرعة دورانه المحوري هي أبطأ من أي نجم آخر من هذا النوع في الثريا. وكنتيجة لهذا، فهو يملك غلافاً جوياً يحوي أنواعاً مختلفة من الذرات، يُمكن أن تنجرف بعضها إلى السطح نتيجة لقوة الجاذبية، في حين أن الأخرى تُفلت من النجم بواسطة الإشعاع الذي يُطلقه. خضع نجم مايا لجدل منذ فترة، فقبل 50 سنة اقترح الفلكي «أوتّو ستريوف» أن مايا هو نجم متغير يتغير ضوؤه بشكل طفيف كل بضعة ساعات. ولاحقاً أصبح النموذج الأصلي لنوع من النجوم المتغير سُميّت نسبة إليه «متغيرات مايا». لكن هناك جدال حول حقيقة هذا النوع، ومن المعروف الآن أن مايا وبعض النجوم الأخرى المصنّفة ضمن هذا النوع هي مستقرة في الحقيقة (ورغم ذلك فبعضها يتغيّر، لكن ليس لأي سبب من الأسباب العاديّة). ويوجد قرب مايا سديم انعكاسي يُضيء بعكس ضوء مايا، واسمه «إن جي سي 1432» أو «سديم مايا».